# St. Michael (Velbert-Langenberg)

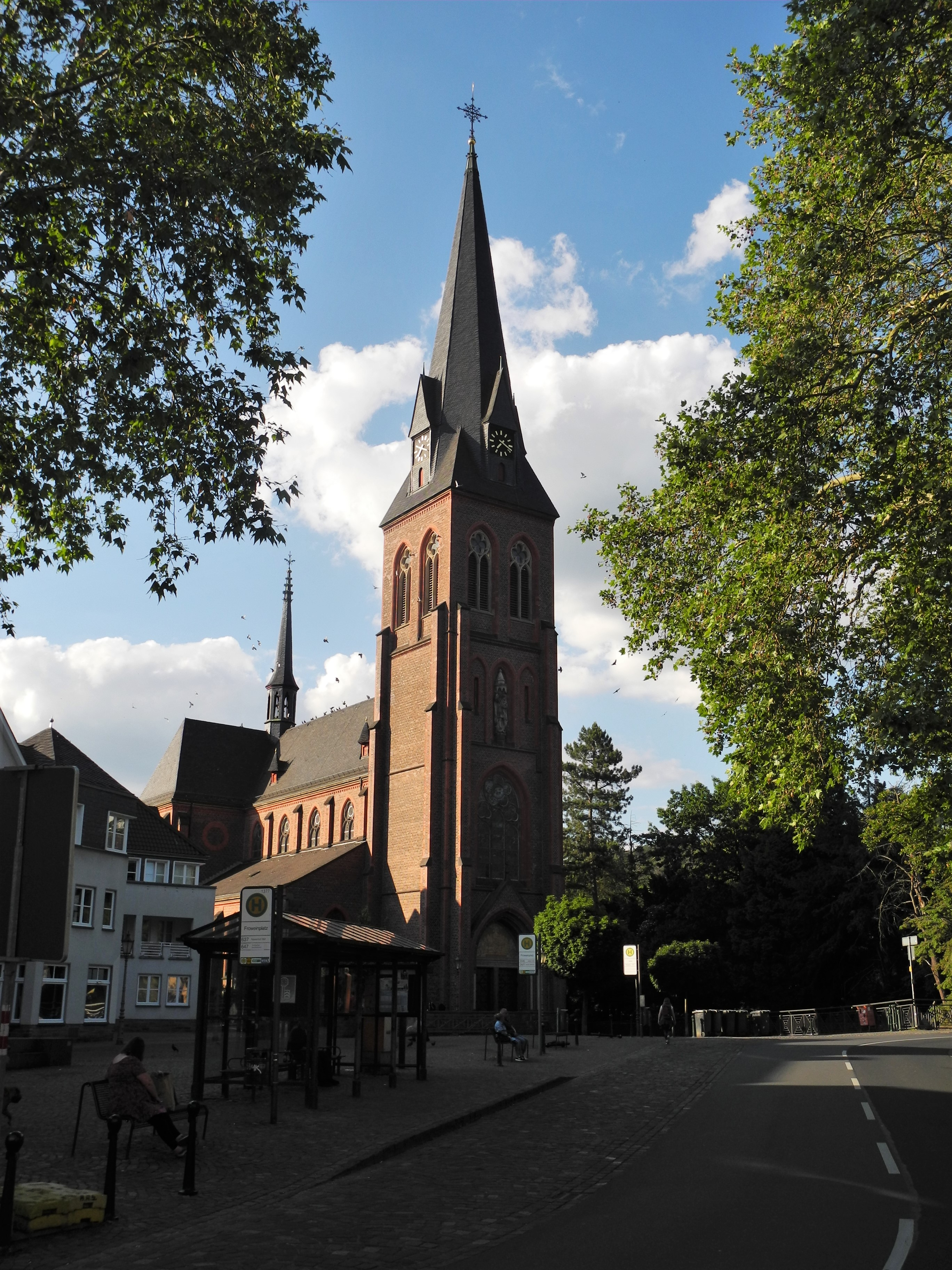
St. Michael (Velbert)

Die Kirche St. Michael ist eine römisch-katholische Ortskirche in Velbert-Langenberg. Sie gehört zur Pfarrei St. Michael und Paulus Velbert im Kreisdekanat Mettmann im Erzbistum Köln.

## Geschichte
Die von 1725 bis 1727 in Langenberg gebaute Kapelle wurde von 1899 bis 1900 durch einen Neubau abgelöst, der auf Entwürfen von Joseph Prill (1852–1935) beruhte und heute noch steht. Es handelt sich um eine neugotische Basilika aus rotem Backstein mit polygonalem Chor, Querhaus mit Dachreiter und vorgesetztem Turm. Die Kirche wurde zu Ehren des Erzengels Michael geweiht.
Nach einem Brand der Krippe in der Nacht vom 14. auf den 15. Januar 2023 wurde die Kirche wegen der erforderlichen aufwendigen Sanierung nach vollständiger Verrußung geschlossen.

## Ausstattung
Der Hochaltar zeigt die geschnitzten Szenen der  Wundersamen Brotvermehrung und des Letzten Abendmahls. Im gleichen Stil zeigt der linke Seitenaltar Maria mit dem Jesuskind sowie die Belehrung Mariens durch Anna und die Belehrung des Jesuskindes durch Josef und der rechte Seitenaltar Josef sowie Jesus mit seinem Vater in dessen Werkstatt, während Maria am Spinnrad arbeitet, und den Tod des Josef zwischen dem erwachsenen Jesus und Maria. Weitere Altäre sind der Maria-Hilf-Altar und der Altar des Antonius von Padua.
An der Wand der Taufkapelle stehen Figuren der vier Evangelisten, die von der Kanzel der ersten Kapelle stammen. 19 der 21 Kirchenfenster sind mit Darstellungen versehen: Erzengel Michael (drei Fenster im Altarraum), Agnes, Ursula, Elisabeth, Anna, Maria Immaculata,  Engelbert, Franz von Assisi, Kaiser Heinrich II., Josef, Jesus als Guter Hirte (Kirchenschiff), Erlösungswerk Jesu, Auferstehung Jesu (Querschiff), Karl Borromäus, Maria Fürbitterin, Petrus, Franziska von Rom (Seiteneingänge). Der Kreuzweg ist im Nazarener-Stil gemalt. An der rechten Außenseite der Kirche befindet sich ein moderner Kreuzweg aus Piktogrammen. Die fünf Glocken von 1900 konnten 1947 wieder installiert werden.
Die heutige Orgel wurde 2002 von dem Orgelbauer Karl Göckel hergestellt. Es handelt sich um eine romantische Orgel mit 26 Registern und 1661 Pfeifen.

## Pfarrer
- 1896–1902: Josef Jansen
- 1902–1939: Josef Röhrig
- 1939–1944: Robert Schwamborn
- 1944–1945: Erich Müller (Pfarrverweser)
- 1945–1967: Wilhelm Felten
- 1968–1982: Heribert Peters
- 1982–2003: Mathieu Gielen
- 2003–2010: Ulrich Herz